# نيكولاس بيريرا
نيكولاس بيريرا (بالإسبانية: Nicolás Pereira) هو لاعب كرة مضرب أوروغواياني وفنزويلي، ولد في 29 سبتمبر 1970 في سالتو في الأوروغواي.

## وصلات خارجية
- نيكولاس بيريرا على موقع رابطة محترفي التنس (الإنجليزية)
- نيكولاس بيريرا على موقع الاتحاد الدولي لكرة المضرب (الإنجليزية)
- نيكولاس بيريرا على موقع كأس ديفيز (الإنجليزية)
- نيكولاس بيريرا على موقع خلاصة التنس.كوم (الإنجليزية)
- نيكولاس بيريرا على موقع أوليمبيديا (الإنجليزية)